# Prins Johan Friso
Die Prins Johan Friso ist eine 1997 gebaute, ehemalige Doppelendfähre der niederländischen Reederei Provinciale Stoombootdiensten in Zeeland, die das Schiff im Fährverkehr auf der Schelde einsetzte. Das Schiff verkehrt seit 2006 als Acciarello in Italien.

## Geschichte
Das Schiff wurde unter der Baunummer 382 auf der Werft De Schelde gebaut. Die Baukosten beliefen sich auf 68 Mio. Gulden.
Die Kiellegung fand im Juni 1996, der Stapellauf am 25. Januar 1997 im Anschluss an die Schiffstaufe statt. Taufpatin war die damalige Ministerin für Verkehr und Wasserwege, Annemarie Jorritsma. Die Fertigstellung des Schiffes erfolgte am 22. Mai 1997. Benannt war das Schiff nach Friso von Oranien-Nassau.
Die Prins Johan Friso wurde zusammen mit der nahezu baugleichen Koningin Beatrix auf der Strecke zwischen Vlissingen und Breskens eingesetzt. Sie ersetzte hier die Prinses Juliana, die auf die Strecke Kruiningen–Perkpolder wechselte. Die Prins Johan Friso wurde von der Reederei dringend benötigt, da seit der Außerdienststellung der Prinses Margriet Ende 1995 kein Ersatzschiff beim Ausfall einer Fähre mehr zur Verfügung stand.
Die Reederei Provinciale Stoombootdiensten in Zeeland beendete den Fährdienst auf der Schelde am 15. März 2003, einen Tag nach der Eröffnung des Westerscheldetunnels. Die Fähre wurde anschließend wie auch die Koningin Beatrix von der Reederei BBA Fast Ferries übernommen, die damit bis zur Fertigstellung kleinerer Fähren des Typs Damen Fast Ferry 3717 den Personenverkehr über der Schelde zwischen Vlissingen und Breskens aufrechterhielt. Der Einsatz des Schiffes endete am 1. Mai 2004.
Am 27. Mai 2004 wurde die Fähre an das Unternehmen MPS Leasing & Factoring verkauft, die sie an die Reederei Caronte & Tourist vercharterte. Vor dem Einsatz durch Caronte & Tourist wurde die Fähre bei Fincantieri in Palermo umfangreich umgebaut. Caronte & Tourist setzte das Schiff ab Anfang 2006 als Acciarello unter italienischer Flagge zwischen Villa San Giovanni und Messina auf Sizilien ein. 2012 wurde das Schiff an Blu Navy verchartert, die es ab April 2012 zwischen Portoferraio und Piombino auf Elba einsetzte. Ende September 2012 gab Blu Navy die Verbindung auf. In den Sommermonaten der Jahre 2013 und 2014 fuhr das Schiff erneut für Blu Navy auf der wiederaufgenommenen Verbindung nach Elba. In den Wintermonaten fuhr es nur sporadisch zwischen Villa San Giovanni und Messina und war ansonsten in Messina aufgelegt.
2015 wurde das Schiff von MPS Leasing & Factoring an BN di Navigazione, der Muttergesellschaft von Blu Navy, verkauft. Es ist seitdem im Sommerhalbjahr zusammen mit der Tremestieri, der ehemaligen Koningin Beatrix im Fährverkehr nach Elba im Einsatz. Im Winterhalbjahr wird eines der beiden Schiffe aus der Fahrt genommen. Die Schiffsbesatzung besteht aus 19 Personen.

## Technische Daten und Ausstattung
Der Antrieb des Schiffes erfolgt dieselelektrisch durch vier von ABB-Jumont-Schneider-Elektromotoren mit jeweils 1500 kW Leistung angetriebenen Propellergondeln, von denen sich zwei an beiden Enden des Schiffes befinden. Für die Stromerzeugung für die Antriebsmotoren stehen vier Stork-Wärtsilä-Dieselmotoren (Typ: 9FHD240-G) mit jeweils 1655 kW Leistung zur Verfügung, die jeweils einen Generator antrieben. Für den weiteren Strombedarf an Bord stehen vier von Volvo-Penta-Dieselmotoren angetriebene Generatoren zur Verfügung.
Das Schiff verfügt über zwei Fahrzeugdecks mit jeweils fünf Fahrspuren. Bei Provinciale Stoombootdiensten in Zeeland waren beides durchlaufende Fahrzeugdecks. Insgesamt konnten 210 Pkw befördert werden. 104 fanden auf dem unteren, 106 auf dem oberen Fahrzeugdeck Platz. Auf dem unteren Fahrzeugdeck können auch Lkw befördert werden.
Für den Einsatz in Italien wurde das Schiff umfangreich umgebaut. An beiden Enden wurde eine Rampe installiert, über die das untere Fahrzeugdeck zugänglich ist. Die beiden Fahrzeugdecks wurden über eine interne Rampe miteinander verbunden. An den Enden wurde das obere Fahrzeugdeck verbreitert, um auf diesem transportierten Fahrzeugen das einfache Wenden und die Fahrt zur internen Rampe zu ermöglichen. Die Kapazität des Schiffes wird mit 800 Passagieren und 230 Pkw angegeben.
Über dem oberen Fahrzeugdeck befinden sich die Einrichtungen für die Passagiere. Vor den Aufbauten mit den Passagiereinrichtungen und den Steuerhäusern ist das obere Fahrzeugdeck an beiden Enden offen.